# Honoré Sayi
Honoré Sayi (ur. 4 września 1960 w Mossendjo) – kongijski polityk, od 2022 roku minister transportu, deputowany do Zgromadzenia Narodowego. Jest byłym rzecznikiem prasowym oraz byłym szefem grupy parlamentarnej Panafrykańskiego Związku na rzecz Demokracji Społecznej.    
W latach 2021–2022 był ministrem energetyki i hydrauliki.    

## Życiorys
Był kandydatem do Zgromadzenia Narodowego w wyborach parlamentarnych w 2012 roku, z list UPADS w okręgu Dolisie 2, w departamencie Niari.
W wyborach parlamentarnych w 2017 roku został wybrany deputowanym do Zgromadzenia Narodowego z list UPADS, w okręgu Dolisie 2. W Zgromadzeniu został członkiem Unii Międzyparlamentarnej oraz komisji kongijsko-libijskiej. Od 2 września 2017 także członkiem Komisji Ekonomii i Finansów. Do 19 maja 2021 roku pełnił także funkcje szefa grupy parlamentarnej UPADS.
Po utworzeniu nowego rządu, przez premiera Anatole Collinet Makosso, 15 maja 2021 roku został powołany na stanowisko ministra energetyki i hydrauliki, jednocześnie pozostając w opozycyjnym UPADS. Cztery dni później został zawieszony w prawach członka partii. Tego samego dnia zrezygnował z członkostwa, jednocześnie zapowiadając, że po skończeniu kadencji ponownie dołączy do UPADS. 13 marca 2022 roku Rada Krajowa UPADS przywróciła mu prawa członka partii. W wyborach w lipcu 2022 roku uzyskał reelekcję jako deputowany do Zgromadzenia Narodowego w pierwszej turze w okręgu Dolisie 1. Po utworzeniu nowego rządu 24 września tego samego roku został mianowany ministrem transportu, na funkcji ministra energetyki zastąpił go Emille Ouso.